# فضلو خوري
فضلو خوري هو الرئيس السادس عشر والحالي للجامعة الأمريكية في بيروت، وقد تولى منصبه في سبتمبر 2015، ونُصّب رسميًا في 25 يناير 2016. خوري هو أيضًا أستاذ في قسم أمراض الدم والأورام في كلية طب جامعة إيموري ورئيس تحرير المجلة الطبية كانسر (cancer).
كان سابقًا عميدًا مساعدًا للبحوث ورئيس قسم أمراض الدم والأورام في كلية الطب بجامعة إيموري، وشغل أيضًا منصب نائب مدير معهد وينشيب للسرطان بجامعة إيموري.
في 15 مارس 2019، أعلن مجلس الأمناء التجديد بالإجماع للدكتور فضلو خوري رئيسًا للجامعة الأمريكية في بيروت لولاية ثانية مدتها خمس سنوات، اعتبارًا من 1 سبتمبر 2020.  في ٢٣ نيسان/أبريل ٢٠٢٥، تم انتخاب الدكتور فاضل ر. خوري عضواً في الأكاديمية الأمريكية للفنون والعلوم ضمن فئة القيادة التعليمية والأكاديمية.

## رئاسة الجامعة الأمريكية في بيروت
كان خوري مُحثًا على العودة إلى لبنان لتولي منصب رئيس الجامعة من خلال علاقاته وعلاقة عائلته الشخصية القوية بالبلد والجامعة، وتقديره للتأثير الهائل الذي أحدثته الجامعة الأميركية في بيروت على العالم العربي ودورها كمحرك أساسي لأخلاقيات الفنون الليبرالية الأمريكية في المنطقة.
في كلمته الافتتاحية رئيسًا للجامعة الأمريكية في بيروت، أوضح خوري رؤيته للجامعة: وهي زيادة ميزانية المساعدات المالية بحيث يكون التعليم في الجامعة الأمريكية في متناول الجميع لجميع الطلاب المؤهلين أكاديمياً، وتطوير جوانب الخدمة والقيادة في المناهج الدراسية وتثبيتها في التدريس الأساسي لطلاب المرحلة الجامعية وطلاب الدراسات العليا، وتعزيز مهمة البحث في الجامعة الأميركية في بيروت، والاستثمار في البنية الأساسية، وتطوير مبادرة مستمرة لعلوم الصحة العالمية. في خطاب ألقاه في مارس 2017، أكد خوري: «رؤيتنا للجامعة ليست أقل من إعادة الجامعة الأميركية في بيروت إلى رتبة جامعات عالمية المستوى.»
أبلغت أولويات الرئيس حملة جمع التبرعات التي أطلقتها الجامعة في كانون الثاني (يناير) 2017 والتي تبلغ تكلفتها 650 مليون دولار، وقد عكس تركيز الجامعة المتجدد على الطب والصحة في رؤية 2025 للصحة في الجامعة الأميركية في بيروت لإنشاء أول حرم للعلوم الصحية في المنطقة العربية والذي سيشمل السماح للجامعة الأمريكية في بيروت (AUB) بأن تصبح ممثلًا عالمياً في مجال الصحة بما تقدمه من أهمية وتأثير عالمي.
طوال فترة ولايته، أكد خوري مرارًا وتكرارًا على أهمية الشفافية والمسئولية «علينا أن نحظى بالشفافية، وعلينا أن نتحمل المسئولية، وعلينا أن نتفق على ماهية المهمة المشتركة للمكان». ابتداءً من سبتمبر 15- 2016، أرسل خوري رسائل مرتين شهريًا إلى مجتمع الجامعة الأمريكية في بيروت بعنوان «منظور الرئيس» لتقديم تحديثات منتظمة حول أنشطة حكومته. تتطرق الرسائل عادةً إلى ثلاثة موضوعات لكل قضية تتعلق بحياة الطلاب وفعاليات الحرم الجامعي والبحث والمنح والمبادرات.
تحت قيادته، أقامت الجامعة الأميركية في بيروت شراكات مع جامعات أخرى في لبنان وعززت علاقات طويلة الأمد مع المؤسسات في لبنان وحول العالم. تتعاون الجامعة الأميركية في بيروت -على سبيل المثال- مع الجامعة اللبنانية الأمريكية (LAU) تحت رعاية مركز التأثير المدني اللبناني (CIH) لتزويد الخريجين الجدد من الجامعة الأميركية في بيروت ولوس أنجلوس بتدريب داخلي مدفوع الأجر في غرفة التجارة اللبنانية ووزارات الاقتصاد والمالية في لبنان والصناعة. تعمل الجامعة الأميركية في بيروت مع جامعة القديس يوسف لتنظيم معرض سنوي للمنظمات غير الحكومية.
أعلن مجلس حكماء الجامعة تجديد ولاية الرئيس خوري حتى عام 2030.

## بداية حياته والتعليم
ولد خوري في بوسطن، ماساتشوستس ونشأ في بيروت بلبنان. التحق بالجامعة الأمريكية في 1981-1982، وحصل على درجة البكالوريوس من جامعة ييل في عام 1985، وشهادة الماجستير من كلية الأطباء والجراحين بجامعة كولومبيا في عام 1989.
أكمل فترة تخصصه للطب الباطني في مستشفى مدينة بوسطن. على الرغم من التحاقه بكلية الطب بقصد أن يصبح طبيباً نفسياً، فقد قرر بدلاً من ذلك التخصص في علاج الأورام.

## حياته المهنية الأكاديمية
كان الدكتور خوري عضوًا في هيئة التدريس في مركز أندرسون للسرطان بجامعة تكساس في هيوستن بتكساس من عام 1995 حتى عام 2002، وفي عام 2002، التحق بكلية طب جامعة إيموري في أتلانتا بجورجيا، كما عُيّن رئيسًا لروبرتو جويزويتا في مجال البحوث الانتقالية في عام 2007. كان لخوري دورًا رئيسيًا في تطوير بعض أهم البرامج المتعلقة بالسرطان في الولايات المتحدة وكان الباحث الرئيسي في عدد من منح المعهد الوطني للسرطان. يشتهر خوري خصوصًا بالمشاريع البحثية التي قادها لتطوير علاج مستهدف جزيئيًا للوقاية من سرطان الرئة وعسر الهضم وعلاجه.
كتب خوري أكثر من 350 مقالة قد راجعها النظراء، وأكثر من 50 مقالة افتتاحية ومنظورات في المجلات الرائدة، وكتب أيضًا أكثر من 100 مراجعة وفصول كتاب. من بين أهم منشوراته وأكثرها استشهاداً هي تجربة مضبوطة من ONYX-015 داخل الأجسام وهو فيروس غدي متكرر بشكل انتقائي بالاشتراك مع سيسبلاتين و 5 فلورويوراسيل في المرضى الذين يعانون من سرطان الرأس والعنق المتكرر. إن وجود Cyclooxygenase-2 بشكل مفرط هو علامة على سوء التشخيص في المرحلة الأولى من سرطان الرئة ذو الخلايا غير الصغيرة. أبحاث السرطان الإكلينيكية مثل المرحلة الأولى من دراسة مثبطات إنزيم ترانسفيراز لونافارنيب مع باكليتاكسيل في الأورام الصلبة.
حصل على العديد من الجوائز تقديراً لإنجازاته العلمية بما في ذلك جائزة ناجي ساهيون لعام 2006 للجمعية الطبية للشرق الأوسط، وجائزة ريتشارد وهيندا روزنتال التذكارية لعام 2013 من الجمعية الأمريكية لأبحاث السرطان، وجائزة تكريم للعلم والتكنولوجي في عام 2015.
```
يشغل الدكتور خوري منصب أمين الجامعة الأمريكية في بيروت منذ عام 2014، وهو عضو في مجلس أمناء مؤسسة نايف كي باسيلي منذ عام 2005، وعضو مجلس أمناء مدرسة أتلانتا الدولية منذ عام 2009، وقد ترأس الجامعة الأمريكية للجنة الاستشارية الدولية التابعة لمدرسة بيروت الطبية منذ 2010.
[
19
]
```

## الأوسمة والجوائز
في عام 2013، حصل خوري على جائزة ريتشارد وهندا روزنتال من الرابطة الأمريكية لأبحاث السرطان، كما انتُخب خوري زميلًا للجمعية الأمريكية لتقدم العلوم في عام 2014، وفي عام 2015، انتُخب كعضو كامل العضوية في الأكاديمية اللبنانية للعلوم.

## حياته الشخصية
فضلو خوري متزوج من لمياء طنوس خوري -الحاصلة على شهادة الدكتوراه- التي التحقت بالجامعة الأمريكية في الفترة من 1981 إلى 1984، ولديهما ثلاثة أطفال: ليلى ورجا وريا.
تخرج كلا من أجداده لأمه من الجامعة الأمريكية في بيروت. حصل جده لأبيه نجيب خوري على شهادة البكالوريوس في الرياضيات من الجامعة الأمريكية في بيروت عام 1910. تخرج والده الراحل رجا خوري بامتياز كبير، وفاز بجائزة بنروز -وهي أعلى وسام دراسي في الجامعة- في مناسبتين (1955 و 1959). تخرجت الدكتورة سمية خوري والدة الدكتور فضلو خوري من الجامعة الأميركية في بيروت بدرجة عالية في الرياضيات عام 1959، وواصلت دراستها للحصول على شهادة الماجستير من جامعة هارفارد وشهادة الدكتوراه من جامعة ييل قبل أن تعود إلى الجامعة الأميركية في بيروت حيث كانت أستاذة في قسم الرياضيات من عام 1974 حتى عام 1986.
حصل جد لمياء خوري -الدكتور عزت طنوس- على درجة البكالوريوس والدكتوراه في الجامعة الأمريكية في بيروت. كما حضر والداها الدكتور رجا والدكتورة ليديا طنوس الجامعة الأميركية في بيروت. كانت الدكتورة رجا طنوس رئيسًا مؤسسًا لقسم علوم التغذية والأغذية في كلية الزراعة في الجامعة الأميركية في بيروت (التي سميت فيما بعد كلية علوم الزراعة والأغذية) وشغلت منصب عميد الكلية في مناسبتين.